# Yarden Gerbi

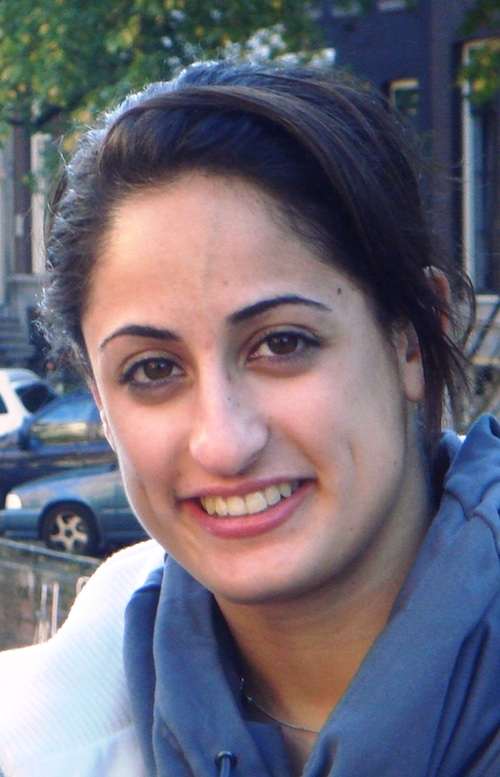
Yarden Gerbi (2013)

Yarden Gerbi (geboren am 8. Juli 1989 in Kfar Saba) ist eine ehemalige israelische Judoka. Sie war Olympiadritte 2016 und Weltmeisterin 2013 im Halbmittelgewicht, der Gewichtsklasse bis 63 Kilogramm.

## Sportliche Karriere
Yarden Gerbi gewann 2007 den ersten ihrer acht israelischen Meistertitel. 2008 erhielt sie bei den Junioreneuropameisterschaften eine Bronzemedaille. 2009 gewann sie in Belo Horizonte ihr erstes Weltcup-Turnier. Bei der Makkabiade 2009 verlor sie im Finale gegen die Brasilianerin Camila Minakawa. 2010 belegte sie bei den Weltmeisterschaften in Tokio den siebten Platz. Im Jahr darauf wurde sie in Istanbul Fünfte der Europameisterschaften 2011. Bei den Europameisterschaften 2012 in Tscheljabinsk erreichte sie mit Siegen über die Slowenin Urška Žolnir und die Französin Clarisse Agbegnenou das Finale und verlor gegen die Französin Gévrise Émane. Bei den Olympischen Spielen in London startete Alice Schlesinger für Israel im Halbmittelgewicht.
2013 gewann Gerbi bei den Europameisterschaften in Budapest eine Bronzemedaille, nachdem sie im Viertelfinale gegen die Slowenin Tina Trstenjak verloren hatte. Bei den Weltmeisterschaften in Rio de Janeiro bezwang sie die Slowenin im Viertelfinale. Nach ihrem Halbfinalsieg über die Japanerin Kana Abe bezwang sie im Finale Clarisse Agbegnenou. Ein Jahr später wiederholte sich die Auslosung von 2013 bei den Weltmeisterschaften in Tscheljabinsk. Im Viertelfinale besiegte sie die Slowenin Trstenjak und im Halbfinale eine Japanerin, 2014 war es Miku Tashiro. Im Finale stand sie wie im Vorjahr der Französin Agbegnenou gegenüber, die diesmal die Goldmedaille gewann. 2015 wurden die Europameisterschaften im Rahmen der Europaspiele in Baku ausgetragen. Yarden Gerbi unterlag im Halbfinale Tina Trstenjak, gewann aber den Kampf um Bronze gegen die Portugiesin Ana Cachola. Bei den Weltmeisterschaften 2015 verlor Gerbi im Halbfinale gegen Agbegnenou und belegte letztlich den fünften Platz. Ebenfalls Fünfte wurde die Israelin bei den Europameisterschaften 2016 in Kasan, wo sie zunächst der Österreicherin Kathrin Unterwurzacher und dann der Niederländerin Anicka van Emden unterlag. Bei den Olympischen Spielen 2016 in Rio de Janeiro unterlag Gerbi im Viertelfinale der Brasilianerin Mariana Silva, nach Siegen über die Chinesin Junxia Yang und die Japanerin Miku Tashiro erhielt Gerbi die Bronzemedaille. Wenige Monate nach den Olympischen Spielen erklärte Yarden Gerbi ihre sportliche Laufbahn für beendet.